# Дан ТВ
Дан ТВ је руски аналитички Интернет ТВ канал. Емитирање је започело 2011. године. Према њеним творцима, "Деј ТВ" је платформа за расправу о политичкој агенди од стране људи који имају традиционална, патриотска гледишта. Име ТВ канала одзвања на новине Ден, које су постојале од 1990. године, а затворене су након догађаја Октобар 1993. Новембра 2014. издала је потврду о регистрацији масовних медија Федерална служба за надзор комуникација, информационих технологија и масовних медија (Роскомнадзор)
Главни уредник канала - Андреи Фефелов

## Положај
Телевизијски канал Даи настао је на основу интелектуалне и духовне традиције новина "Ден" и "Завтра", које је основао Александар Проханов  (Андреј Фефелов је син Александра Проханова). Али часопис "Секрет Фирми" пише да је "Даи ТВ" у много чему сличан "Царграду". Сам Фефелов сматра да интернет канал Даи ТВ и лист Завтра нису само масовни медији, већ и инструмент утицаја на власти:„Ми представљамо уски слој интелектуалних државника, покушавамо да скренемо пажњу елита моћи на питања националне стратегије, на тему будућности. Утицај наших ресурса на друштво ограничен је патриотским окружењем, али они диверзификују и допуњују руску информативну позадину, чинећи је хетерогеном и вишедимензионалном “..

## Историја
Чак и пре издавања потврде о регистрацији, канал се прославио учешћем на изборима за градоначелника Химкија, где је подржао кандидатуру Сергеја Паука Троицког. Публикација Комсомолскаиа Правда објавила је да присуство мало познатог канала у изборном процесу „ефективно окончава наде у демократизацију и повратак конкуренције у политички простор. Демократски израз воље претвара се не само у лакрдијаштво и кловнање, већ у праву политичку фарсу и ругање не само кандидатима, већ целој опозицији .
4. августа 2020. године, када се број претплатника канала приближио 800 хиљада људи, налог канала преузели су хакери. Андреи Фефелов је дао изјаву: „Дневни рачун је недавно хакован. Управљање садржајем прешло је у руке непознатих особа. Неки од материјала су уништени. Промењени су назив, логотип и дизајн странице “. Главни уредник канала инцидент је повезао са нападима „на руске суверено-патриотске ресурсе“. После тога, контрола је обновљена. У априлу 2021. године број претплатника канала достигао је милион људи.